# Сарнівка (Львівський район)
Са́рнівка (нім. Rehdorf) — село в Україні, у Жовківській міській громаді Львівського району Львівської області.

## Історія
Сарнівка (пол. Sarnówka) — колишня німецька колонія Редорф (нім. Rehdorf), заснована на території села Туринки в 1883 році.
7 (20) листопада 1917 року, відповідно до Третього Універсалу Української Центральної Ради, увійшло до складу Української Народної Республіки.
12 червня 2020 року, відповідно до розпорядження Кабінету Міністрів України № 718-р «Про визначення адміністративних центрів та затвердження територій територіальних громад Львівської області», село увійшло до складу Жовківської міської громади.
19 липня 2020 року, в результаті адміністративно-територіальної реформи та ліквідації Жовківського району, село увійшло до складу новоствореного Львівського району.

## Населення

### Мова
Розподіл населення за рідною мовою за даними перепису 2001 року:
| Мова       | Кількість | Відсоток |
| ---------- | --------- | -------- |
| українська | 141       | 100%     |